# Liste des préfets de la Vienne
Liste des préfets et sous-préfets du département de la Vienne depuis la création du poste de préfet en 1800 (la création des départements remonte à 1790). Le siège de la préfecture est à Poitiers.

## Consulat et Premier Empire
| Période         | Période          | Identité                            | Fonction précédente            | Observation                  |
| --------------- | ---------------- | ----------------------------------- | ------------------------------ | ---------------------------- |
| 2 mars 1800     | 29 juillet 1805  | Charles Cochon de Lapparent         | Ministre de la police générale | Nommé préfet des Deux-Nèthes |
| 29 juillet 1805 | 13 novembre 1807 | Louis-Claude Chéron de La Bruyère   |                                | Mort en fonction             |
| 3 novembre 1807 | 6 avril 1815     | Claude-Joseph Mallarmé              | Membre du Tribunat             | Nommé préfet de l'Indre      |
| 6 avril 1815    | 12 juillet 1815  | Auguste Prouveur de Pont de Grouard | Préfet de l'Indre              | Cent-Jours                   |

## Restauration (juin 1814-mars 1815 et juin 1815-1830)
| Période         | Période         | Identité                              | Fonction précédente       | Observation |
| --------------- | --------------- | ------------------------------------- | ------------------------- | --- |
| 17 juillet 1815 | 8 décembre 1815 | Jérôme Reynaud de Bologne de Lascours | Préfet du Puy-de-Dôme     | (1re Restauration) Sera nommé (1817) Préfet du Gers                                                             |
| 8 décembre 1815 | 9 janvier 1819  | Louis-Joseph Duhamel                  | Préfet de la Dordogne     | Sera (1820) Député de la Gironde                                                                                |
| 9 janvier 1819  | 19 juillet 1820 | Armand Bernard Moreau de la Rochette  | Sous-préfet de Provins    | Nommé préfet du Jura                                                                                            |
| 19 juillet 1820 | 27 juin 1823    | François Jacques Locard               | Préfet du Cher            | Nommé préfet du Var, sans suite, puis nommé préfet de l'Indre                                                   |
| 27 juin 1823    | 27 janvier 1828 | André de Biaudos de Castéja           | Préfet de la Haute-Vienne | (aussi Député de la Haute-Vienne, maître des requêtes) Nommé préfet de la Meurthe, meurt avant son installation |
| 27 janvier 1828 | 2 avril 1830    | Augustin Le Forestier de Vendeuvre    | Préfet de Tarn-et-Garonne | Nommé préfet de la Moselle                                                                                      |
| 2 avril 1830    | 12 août 1830    | Saint-Félix de Mauremont              | Préfet du Lot             | Trois Glorieuses. Devient député de la Haute-Garonne                                                            |

## Monarchie de Juillet (1830-1848)
| Période          | Période           | Identité                             | Fonction précédente                  | Observation                                                                     |
| ---------------- | ----------------- | ------------------------------------ | ------------------------------------ | ------------------------------------------------------------------------------- |
| 12 août 1830     | 30 mars 1833      | Germain Joseph Marie Boullé          | Sous-préfet de Vannes aux Cent-Jours | Nommé préfet de Tarn-et-Garonne                                                 |
| 30 mars 1833     | 17 mai 1837       | Christophe Alexis Adrien de Jussieu  | Préfet de la Vendée                  | Nommé directeur général de la police                                            |
| 25 mai 1837      | 18 septembre 1839 | Eugène Mancel                        | Préfet de l'Orne                     | Nommé préfet de la Sarthe                                                       |
| 18 octobre 1839  | 23 novembre 1841  | Angélique Barthélemy Ernest de Pelet | Préfet de la Charente-Inférieure     | Passe à la retraite                                                             |
| 23 novembre 1841 | 31 juillet 1847   | François d'Imbert de Mazères         | Sous-préfet de Bazas                 | Nommé préfet de Vaucluse                                                        |
| 31 juillet 1847  | février 1848      | Jean Charles Brian                   | Préfet de l'Aude                     | Révoqué la Révolution de 1848, devient en 1849 préfet de la Charente-Inférieure |

## Deuxième République
| Période         | Période         | Identité                           | Fonction précédente                           | Observation |
| --------------- | --------------- | ---------------------------------- | --------------------------------------------- | --- |
| 10 mars 1848    | 31 octobre 1848 | Paul Mabrun                        |                                               | Commissaire du gouvernement (nommé en avril 1848 commissaire du gouvernement du Puy-de-Dôme, sans suite) puis préfet Nommé Inspecteur général des services administratifs dépendant du ministère de l'intérieur |
| 31 octobre 1848 | 11 mai 1850     | Jean Auguste Bruno dit Bruno-Devès | président du tribunal de commerce de Bordeaux | Nommé préfet du Finistère |
| 11 mai 1850     | 4 mars 1853     | Jeanin                             | Préfet des Basses-Alpes                       | Nommé préfet de l'Orne |

## Second Empire
| Période          | Période          | Identité                                          | Fonction précédente        | Observation                                                                                              |
| ---------------- | ---------------- | ------------------------------------------------- | -------------------------- | --- |
| 4 mars 1853      | 26 novembre 1856 | Abel Jean-Baptiste Désiré Rogniat                 | Préfet de l'Ain            | Nommé préfet de la Meuse                                                                                 |
| 26 novembre 1856 | 5 juin 1860      | Roland Rodolphe Gaston Paulze d'Ivoy              | Préfet de l'Aude           | Nommé préfet des Alpes-Maritimes                                                                         |
| 5 juin 1860      | 12 décembre 1860 | Gustave Mercier-Lacombe                           | Préfet du Var              | Nommé Directeur général des services civils en Algérie chargé de l'administration du département d'Alger |
| 12 décembre 1860 | 11 mars 1864     | Charles Levert                                    | Préfet d'Alger             | Nommé préfet du Pas-de-Calais                                                                            |
| 11 mars 1864     | 20 avril 1868    | Arthur Tourangin                                  | Préfet du Tarn             | Nommé préfet de l'Eure                                                                                   |
| 20 avril 1868    | 28 juillet 1869  | Pierre Louis Marie Michel Achille de Vallavieille | Préfet des Hautes-Pyrénées | Nommé préfet de l'Isère                                                                                  |
| 28 juillet 1869  | 6 septembre 1870 | Olivier Reneufve                                  | Préfet de l'Isère          | Passe à la retraite                                                                                      |

## Troisième République
| Période           | Période           | Identité                                            | Fonction précédente                                                              | Observation |
| ----------------- | ----------------- | --------------------------------------------------- | -------------------------------------------------------------------------------- | --- |
| 6 septembre 1870  | 20 mars 1871      | Jean-Baptiste Léonce Ribert                         | Professeur de philosophie                                                        | Devient journaliste à Paris Sera (1877) Préfet de la Corrèze                                                                         |
| 3 mars 1871       | 5 avril 1871      | Martial François Germain Baile                      | Sous-préfet de Montmorillon                                                      | (préfet ad interim) (1re période). Nommé sous-préfet d'Alès                                                                          |
| 5 avril 1871      | 22 janvier 1874   | Léon Lavedan                                        | Journaliste                                                                      | Nommé préfet de la Loire-Inférieure                                                                                                  |
| 22 janvier 1874   | 13 avril 1876     | Albert Joseph Delmas                                | Préfet du Puy-de-Dôme                                                            | Nommé préfet de l'Hérault |
| 13 avril 1876     | 18 décembre 1877  | Raymond Fournier-Sarlovèze                          | Préfet de Loir-et-Cher                                                           | Artiste peintre et écrivain |
| 18 décembre 1877  | 3 septembre 1879  | Martial François Germain Baile                      | Préfet de la Drôme, blessé en fonction (attentat) et en non-activité 24 mai 1877 | (2e période). Nommé préfet de Meurthe-et-Moselle                                                                                     |
| 3 septembre 1879  | 15 juin 1880      | Etienne Armand Félix Granet                         | Préfet de la Lozère                                                              | Nommé Directeur du cabinet du ministre Ernest Jean Constans et du personnel                                                          |
| 19 juin 1880      | 21 juin 1884      | Louis Obissier Saint-Martin                         | Secrétaire dénéral du Rhône pour l'administration                                | Devient député de Libourne, puis Sénateur                                                                                            |
| 21 juin 1884      | 16 mai 1891       | Georges Prosper Cleiftie                            | Préfet des Côtes-du-Nord                                                         | Nommé préfet de la Loire-Inférieure                                                                                                  |
| 16 mai 1891       | 11 juillet 1893   | Georges Etienne Mastier                             | Préfet de l'Aube                                                                 | Nommé Directeur de l'administration départementale et communale et conseiller d'État                                                 |
| 12 juillet 1893   | 16 juillet 1898   | Ferdinand Marie Lionel Juillet-Saint-Lager          | Préfet de l'Indre                                                                | Appelé à d'autres fonctions |
| 16 juillet 1898   | 15 mars 1905      | Jean Auguste Gaston Joliet                          | Prét de 3 départements successifs entre 1888 et 1893                             | Nommé gouverneur de Mayotte |
| 15 mars 1905      | 8 décembre 1906   | Joachim Alexandre Berseville                        | Préfet de Lot-et-Garonne                                                         | Promu préfet honoraire. Devient Directeur des Journaux officiels                                                                     |
| 8 décembre 1906   | 14 janvier 1908   | Léon Pommeray                                       | Préfet de la Charente                                                            | Nommé préfet de la Haute-Savoie |
| 14 janvier 1908   | 20 octobre 1911   | Romain Émile Ténot                                  | Préfet de la Haute-Savoie                                                        | Nommé préfet d'Indre-et-Loire |
| 20 octobre 1911   | 28 février 1914   | Pierre Charles Causel                               | Préfet des Vosges                                                                | Nommé préfet de l'Hérault |
| 28 février 1914   | 23 janvier 1918   | Antoine Joseph Marc Marty                           | Préfet de l'Yonne                                                                | Nommé préfet des Bouches-du-Rhône |
| 23 janvier 1918   | 1919              | Robert Emile Marie Beurdeley                        | Préfet de la Haute-Loire                                                         | Mort en fonction |
| 6 mars 1919       | 27 juillet 1922   | François Marie Jacques Dominique Ferdinand Ceccaldi | Préfet de l'Aube                                                                 | Nommé préfet de la Loire |
| 27 juillet 1922   | 8 juillet 1924    | Emile Marie Hilarion Buloz                          | Préfet des Deux-Sèvres                                                           | Mis en disponibilité |
| 2 août 1924       | non installé      | Jacques Georges Le Beau                             | Préfet de la Creuse                                                              | appelé à d'autres fonctions : directeur de l'assistance et de l'hygiène au ministère du travail et de l'hygiène et conseiller d'État |
| 28 août 1924      | 28 mai 1926       | Edouard Louis Eugène Brisard                        | Préfet du Lot Préfet de la Creuse, sans suite                                    | Mis en disponibilité |
| 28 mai 1926       | 26 septembre 1936 | Jean-Baptiste Baffrey                               | Préfet de la Vendée                                                              | Nommé préfet du Puy-de-Dôme |
| 26 septembre 1936 | 18 juillet 1941   | Henri Moulonguet                                    | Préfet du Cher                                                                   | révoqué par le régime de Vichy, passe à la retraite                                                                                  |

## Régime de Vichy
| Période          | Période           | Identité         | Fonction précédente                               | Observation |
| ---------------- | ----------------- | ---------------- | ------------------------------------------------- | --- |
| 21 juillet 1941  | 1944              | Louis Bourgain   |                                                   | préfet régional, suspendu de ses fonctions le 17 novembre 1944 condamné à huit ans de prison à la Libération                                                                                                  |
| 16 novembre 1941 | 28 septembre 1943 | Robert Holveck   | Délégué aux réfugiés à la préfecture de la Vienne | préfet délégué de la Vienne, arrêté par la Gestapo le 28 septembre 1943, condamné par le tribunal militaire allemand à 6 mois d'emprisonnement pour avoir "soustrait aux recherches" un réseau de résistance. |
| novembre 1943    | 10 octobre 1944   | René Darpheuille |                                                   | préfet délégué pour la Vienne, suspendu de ses fonctions le 17 novembre 1944 |

## GPRF et Quatrième République
| Période          | Période          | Identité                            | Fonction précédente                                                           | Observation                                                                         |
| ---------------- | ---------------- | ----------------------------------- | ----------------------------------------------------------------------------- | ----------------------------------------------------------------------------------- |
| 9 mai 1944       | 1945             | Jean Schuhler                       | Avocat                                                                        | commissaire de la République de la région de Poitiers                               |
| 16 octobre 1944  | 8 janvier 1947   | André Marie Joseph Tremeaud         | Sous-préfet de Saumur                                                         | (préfet de la Vienne). Nommé préfet de la Haute-Vienne                              |
| 8 janvier 1947   | 6 avril 1949     | Pierre Joseph Jean Jacques Ravail   | Préfet de la Corse délégué dans les fonctions                                 | Nommé directeur des offices du Maroc en France au ministère des affaires étrangères |
| 6 avril 1949     | 19 novembre 1953 | Jean Thomassin                      | Préfet de la Haute-Saône                                                      | Nommé Secrétaire général adjoint du gouvernement général de l'Algérie               |
| 19 novembre 1953 | 2 mai 1956       | Pierre Joseph Roger Christian Lobut | Directeur du personnel et des affaires politiques                             | Nommé préfet de la Marne                                                            |
| 2 mai 1956       | 23 juillet 1956  | Pierre Robert Marcel Dupuch         | chargé de la direction opérationnelle dans les départements de l'Est algérien | Nommé préfet de Meurthe-et-Moselle                                                  |
| 23 juillet 1956  | 27 mai 1959      | René Pierre Coldefy                 | Préfet de la Charente                                                         | Passe à la retraite                                                                 |

## Cinquième République
| Période           | Période           | Identité                       | Fonction précédente                                                            | Observation |
| ----------------- | ----------------- | ------------------------------ | ------------------------------------------------------------------------------ | --- |
| 27 mai 1959       | 21 septembre 1960 | Claude Laffont                 | Préfet de la Haute-Vienne                                                      | Préfet hors cadre, puis congé spécial |
| 6 octobre 1960    | 6 décembre 1967   | Raymond Jean Edmond Deugnier   | Préfet d'Alger                                                                 | (de 1964 à 2016, le préfet de la Vienne est également préfet de la région Poitou-Charente). Nommé Conseiller maître à la cour des comptes |
| 6 décembre 1967   | 9 janvier 1970    | Pierre Michel Auguste Doueil   | Préfet des Basses-Pyrénées                                                     | Nommé préfet de la région Midi-Pyrénées, préfet de la Haute-Garonne                                                                       |
| 9 janvier 1970    | 28 septembre 1977 | Lucien Fernand Alphonse Vochel | directeur général des affaires politiques et de l'administration du territoire | Nommé préfet de la région Provence-Alpes-Côte d'Azur, Préfet des Bouches-du-Rhône                                                         |
| 28 septembre 1977 | 15 août 1979      | Marc Buchet                    | Directeur central des renseignements généraux                                  | |
| 13 juillet 1979   | 7 août 1981       | Henri André Louis Baudequin    | Préfet du Morbihan                                                             | Nommé préfet de la région Pays de la Loire, préfet de la Loire-Atlantique                                                                 |
| 31 août 1981      | 8 juin 1983       | Guy Fougier                    | secrétaire général de la préfecture de Paris                                   | Nommé préfet de police de Paris |
| 22 juin 1983      | 3 juillet 1984    | Christian Dablanc              | Préfet des Pyrénées-Atlantiques                                                | |
| 1984              | 1986              | Jacques Monestier              | Préfet de la Charente-Maritime                                                 | Nommé préfet de la région Alsace, préfet du Bas-Rhin                                                                                      |
| 23 octobre 1986   | 28 avril 1989     | Jean Coussirou                 | Préfet de la région Languedoc-Roussillon et de l’Hérault (1985-1986)           | Préfet de la région Midi-Pyrénées et de la Haute-Garonne                                                                                  |
| 9 juin 1989       | 21 septembre 1991 | Ivan Barbot                    | Président de l’OIPC-Interpol                                                   | Nommé Préfet hors cadre chargé de mission auprès du Premier ministre Édith Cresson pour la sécurité                                       |
| 21 septembre 1991 | 3 juin 1993       | Michel Blangy                  | Préfet du Val-de-Marne                                                         | Nommé directeur général de l'administration au ministère de l'intérieur et de l'aménagement du territoire                                 |
| 8 mai 1993        | 19 octobre 1996   | Yves Mansillon                 | Préfet de la Charente-Maritime                                                 | Nommé préfet de la région Bretagne, préfet d'Ille-et-Vilaine                                                                              |
| 19 octobre 1996   | 20 août 1998      | Bruno Fontenaist               | Préfet du Val-de-Marne                                                         | Nommé préfet de la région Haute-Normandie, préfet de la Seine-Maritime                                                                    |
| 22 août 1998      | 18 janvier 2000   | Pierre Steinmetz               | Préfet de la Côte-d'Or                                                         | Nommé directeur général de la gendarmerie nationale                                                                                       |
| 30 janvier 2000   | 23 septembre 2000 | Michel Diefenbacher            | Préfet de la Haute-Vienne                                                      | devient conseiller-maître à la Cour des Comptes                                                                                           |
| 1er octobre 2000  | 2003              | Jean-Pierre Richer             | Préfet des Hauts-de-Seine                                                      | Nommé préfet de la région Nord - Pas-de-Calais, préfet de la zone de défense Nord, préfet du Nord                                         |
| 22 décembre 2002  | 22 avril 2006     | Bernard Prévost                | Préfet des Yvelines                                                            | Nommé ambassadeur extraordinaire et plénipotentiaire de la République française auprès de la République démocratique du Congo             |
| 22 avril 2006     | 23 juin 2007      | Bernard Niquet                 | Préfet des Yvelines                                                            | Nommé préfet de la région Lorraine, préfet de la zone de défense Est, préfet de la Moselle                                                |
| 23 juin 2007      | 7 octobre 2008    | Bernard Fragneau               | Préfet du Pas-de-Calais                                                        | Nommé préfet du Loiret |
| 7 octobre 2008    | juillet 2011      | Bernard Tomasini               | Préfet du Val-de-Marne                                                         | Retraite |
| juillet 2011      | 2013              | Yves Dassonville               | Préfet de la Haute-Vienne                                                      | Retraite |
| 30 janvier 2013   | 23 avril 2014     | Élisabeth Borne                | directrice de l'urbanisme à Paris                                              | Nommé directrice du cabinet de Ségolène Royal au ministère de l'Écologie. Sera (17 mai 2017) Ministre déléguée aux Transports             |
| 30 avril 2014     | 31 décembre 2015  | Christiane Barret              | Directrice de cabinet de François Lamy, ministre de la Ville                   | Nommé préfète de la région Bourgogne-Franche-Comté, préfète de la Côte-d'Or                                                               |
| 1er janvier 2016  | 4 septembre 2017  | Marie-Christine Dokhélar (d)   | Préfète du Cher                                                                | Nommé présidente de la chambre régionale des comptes Auvergne-Rhône-Alpes                                                                 |
| 4 septembre 2017  | 2 février 2020    | Isabelle Dilhac (d)            | Préfète de l'Aube                                                              | Nommée membre du Conseil supérieur de l'appui territorial et de l'évaluation                                                              |
| 3 février 2020    | 7 mars 2022       | Chantal Castelnot (d)          | Préfète de l'Orne                                                              | Nommée membre du conseil Supérieur de l'appui territorial et de l'évaluation                                                              |
| 7 mars 2022       | 6 novembre 2024   | Jean-Marie Girier              | Préfet du Territoire de Belfort                                                | Nommé préfet des Pyrénées-Atlantiques |
| 6 novembre 2024   | En cours          | Serge Boulanger (d)            | Secrétaire général de la zone de défense et de sécurité de Paris               | |